# ジョン・グールド・ヴィーチ

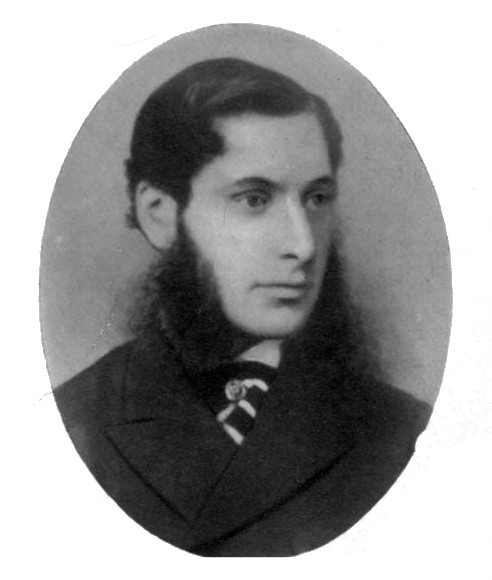
ジョン・グールド・ヴィーチ

ジョン・グールド・ヴィーチ（John Gould Veitch、1839年4月 – 1870年8月13日）はイギリスの園芸家、プラントハンターである。19世紀最大の植物商、ヴィーチ家の一員で、1860年から日本にも訪れた。

## 生涯
エクセターに生まれた。ヴィーチ園芸（Veitch Nurseries）の設立者、ジョン・ヴィーチ（John Veitch、1752年-1839年）のひ孫である。父親はロンドン支社のヴィーチ商会（Veitch and Sons）の経営者、ジェームズ・ヴィーチ・ジュニアで、兄弟にハリー・ジェームズ・ヴィーチ、アーサー・ヴィーチがいる。
プラントハンターとして、1860年から1862年の間、日本、中国、フィリピンを訪れた。1859年に日本の開港が報じられると、ヴィーチは1860年4月にイギリスを出港し、香港、広東、上海を経由して長崎に7月に来航した。日本ではイギリス領事ラザフォード・オールコックに誘われて、西洋人として初めての富士登山に参加し 、日本で初めて富士山の植生分布を調べ、イギリスの園芸雑誌ガーデナーズ・クロニクルに2年間にわたり報告した。1864年から1866年にはオーストラリア、ポリネシアを訪れた。多くの植物をイギリスに持ち帰った。日本からイギリスへ運ばれた植物はもう1人の有名なプラントハンター、ロバート・フォーチュンの収集した植物と同じ船で運ばれ、サワラ（Chamaecyparis pisifera）の発見の先取権を争った。
イギリスに帰国後、結婚し2人の息子をもうけるが、31歳で結核で没した。